# Akiko Tamura
Akiko Tamura (田村秋子, Tamura Akiko), née le 8 octobre 1905 et morte le 3 février 1983, est une actrice japonaise.

## Biographie
Akiko Tamura est la fille du dramaturge et romancier Nishio Tamura (ja), elle commence sa carrière d'actrice au théâtre en 1924 dans la compagnie Tsukiji Shō Gekijō (ja) basée au théâtre de même nom situé à Tokyo. Elle se marie en mars 1925 avec l'acteur Kyōsuke Tomoda (ja), tous deux participent à la fondation de la compagnie théâtrale Bungakuza le 6 septembre 1937 mais son mari est immédiatement appelé sous les drapeaux et est tué un mois plus tard lors de la bataille de Shanghai,.
Après la guerre, Akiko Tamura joue pour le théâtre et pour le cinéma, elle apparait dans seize films entre 1948 et 1957 et est récompensé du prix Mainichi de la meilleure actrice dans un second rôle pour ses interprétations dans L'École de la liberté et Enfance.
En 1962, elle publie Hitori no joyū no ayunda michi (一人の女優の歩んだ道, litt. « Le Chemin d'une actrice »), son autobiographie co-écrite avec Yūshi Koyama (ja).

## Filmographie
- 1948 : Conception (受胎, Jutai?) de Minoru Shibuya
- 1948 : Kōfuku no genkai (幸福の限界?) de Keigo Kimura
- 1949 : La Vie d'une femme (女の一生, Onna no isshō?) de Fumio Kamei
- 1950 : Kazanmyaku (火山脈?) de Nobuo Adachi

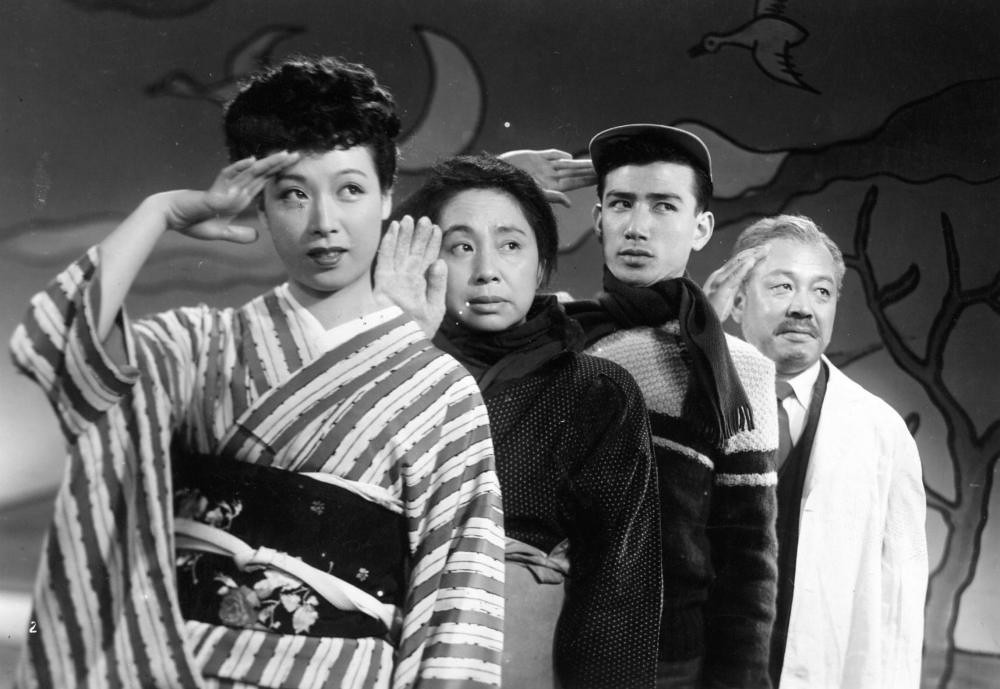
Chikage Awashima, Akiko Tamura, Keiji Sada et Eijirō Yanagi dans Pas de consultations aujourd'hui (1952).

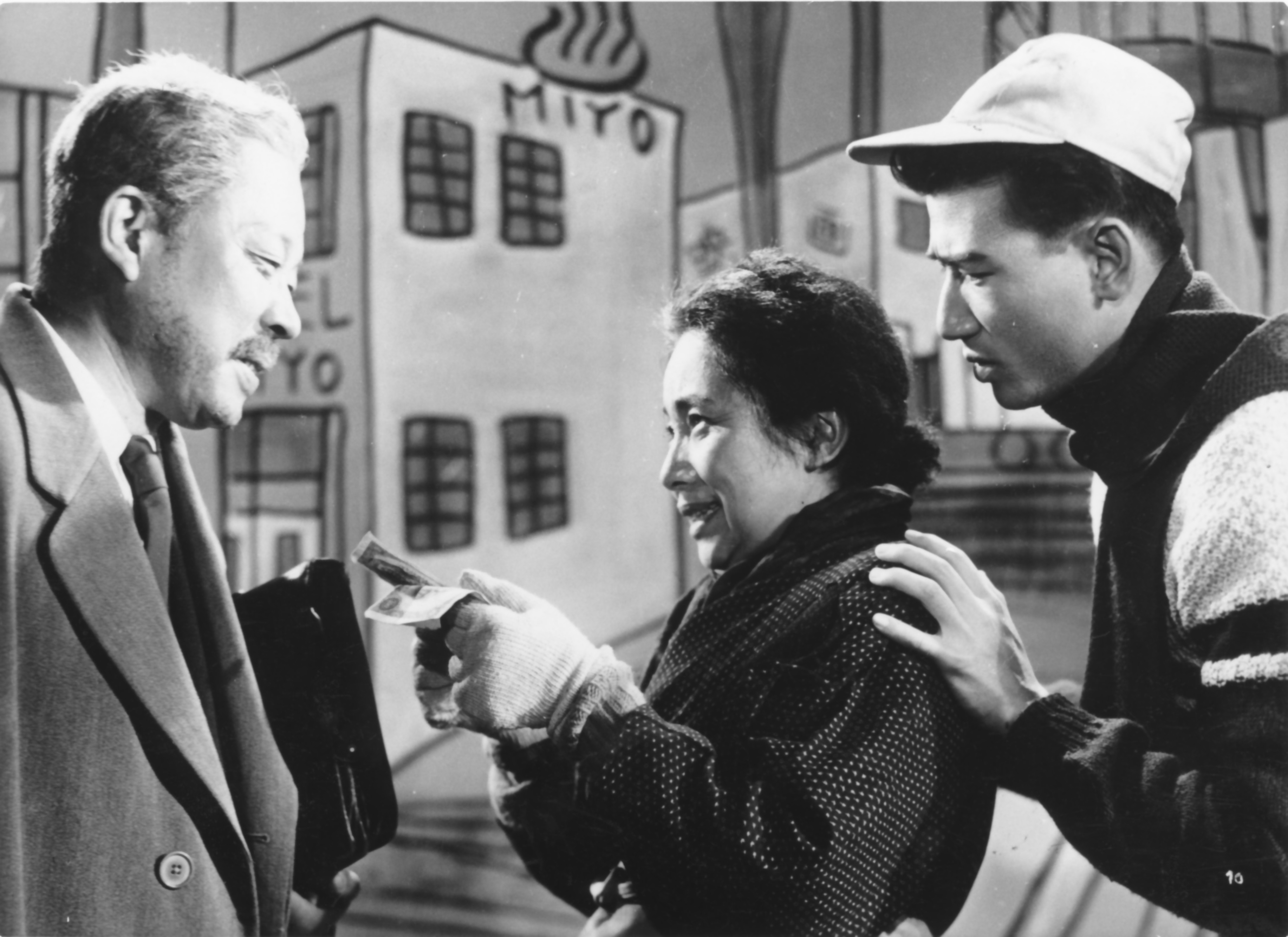
Eijirō Yanagi, Akiko Tamura et Keiji Sada dans Pas de consultations aujourd'hui (1952).

- 1951 : Avec Eriko I (えりことともに 第一部, Eriko to tomoni: Daiichibu?) de Shirō Toyoda
- 1951 : Avec Eriko II (えりことともに 第二部, Eriko to tomoni: Dainibu?) de Shirō Toyoda
- 1951 : L'École de la liberté (自由学校, Jiyū gakkō?) de Minoru Shibuya
- 1951 : Enfance (少年期, Shōnenki?) de Keisuke Kinoshita
- 1952 : Pas de consultations aujourd'hui (本日休診, Honitsu kyūshin?) de Minoru Shibuya : Michiyo Yukawa
- 1953 : Ai no sakyū (愛の砂丘?) de Nobuo Aoyagi
- 1953 : Kofuku-san (幸福さん?) de Yasuki Chiba
- 1953 : Eaux troubles (にごりえ, Nigorie?) de Tadashi Imai : Moyo Saito
- 1955 : Uchi no o bā-chan (うちのおばあちゃん?) de Masahisa Sunohara (en)
- 1955 : Les Belles Années (美わしき歳月, Uruwashiki saigetsu?) de Masaki Kobayashi
- 1955 : Le Pauvre Cœur des hommes (こころ, Kokoro?) de Kon Ichikawa
- 1957 : Une chandelle dans le vent (風前の灯, Fūzen no tomoshibi?) de Keisuke Kinoshita

## Distinctions
Sauf indication contraire, les informations mentionnées dans cette section peuvent être confirmées par la base de données cinématographiques IMDb,  présente dans la section « Liens externes ».

### Récompenses
- 1950 : prix du théâtre Mainichi pour son interprétation dans la pièce Hedda Gabler[1]
- 1952 : prix Mainichi de la meilleure actrice dans un second rôle pour ses interprétations dans L'École de la liberté et Enfance[4]